# 10 aprile
Il 10 aprile è il 100º giorno del calendario gregoriano (il 101º negli anni bisestili). Mancano 265 giorni alla fine dell'anno.

## Eventi
- 428 – Insediamento di Nestorio quale Patriarca di Costantinopoli[1];
- 879 – Luigi III e Carlomanno II diventano re dei Franchi Occidentali;
- 1407 – Deshin Shekpa visita Nanchino;
- 1500 – Il duca Ludovico Sforza viene catturato a Novara dalle truppe mercenarie svizzere e consegnato a Luigi XII di Francia;
- 1606 – Fondazione della Virginia Company of London per concessione reale da parte di Giacomo I d'Inghilterra con lo scopo creare insediamenti coloniali nell'America settentrionale;
- 1710 – Lo Statuto di Anna, la prima legge che regola il copyright, entra in vigore in Gran Bretagna;
- 1741 – Guerra di successione austriaca: la Prussia ottiene il controllo della Slesia con la battaglia di Mollwitz;
- 1849 – Walter Hunt inventa la spilla di sicurezza[2];
- 1896 – Grecia: Spiridon Louis vince la maratona della I Olimpiade;
- 1912 – Il transatlantico RMS Titanic salpa dal porto di Southampton, iniziando il suo fatale viaggio inaugurale;
- 1919 – Rivoluzione messicana: Emiliano Zapata viene ucciso dalle forze governative a Morelos;
- 1938 – Édouard Daladier diviene primo ministro di Francia;
- 1941 – Nasce lo Stato indipendente di Croazia;
- 1957 – Riapre il Canale di Suez dopo tre mesi di chiusura in seguito alla Crisi di Suez[3];
- 1970 – I Beatles comunicano ufficialmente il loro scioglimento[4];
- 1971 – Guerra fredda: nel quadro di complesse iniziative diplomatiche, la squadra di ping pong statunitense viene ospitata per una settimana in Cina;
- 1972
  - Argentina: venti giorni dopo il suo rapimento a Buenos Aires, Oberdan Sallustro viene ucciso dalla guerriglia comunista;
  - Guerra del Vietnam: per la prima volta dal novembre 1967, bombardieri B-52 americani colpiscono il Vietnam del Nord;
- 1973
  - Durante una bufera a Basilea, Svizzera, un aereo Vanguard britannico, precipita provocando 104 morti;
  - Viene inaugurato il nuovo Teatro Regio di Torino a cura dell'architetto Carlo Mollino;
- 1991 – Il traghetto Moby Prince si scontra con una petroliera per cause incerte, provocando 140 morti;
- 1998 – Viene firmato a Belfast il Belfast Agreement, noto anche come Accordo del Venerdì Santo (Good Friday Agreement);
- 2003 – Dopo il tragico incidente avvenuto il 25 luglio del 2000 a Gonesse in Francia, e in seguito alle furiose polemiche scoppiate in seguito, in un comunicato congiunto le compagnie aeree Air France e British Airways annunciano il ritiro definitivo degli aerei Concorde;
- 2006 – Nelle elezioni politiche con la legge Calderoli si afferma la coalizione di centrosinistra guidata da Romano Prodi;
- 2010 – In seguito a un incidente aereo, muore il presidente polacco Lech Kaczyński con la moglie, il capo di stato maggiore polacco Franciszek Gagor, il viceministro degli esteri, il governatore della Banca centrale polacca, l'ex presidente Ryszard Kaczorowski, alcuni deputati, il candidato conservatore alle prossime presidenziali Przemyslaw Gosiewski e diversi esponenti di primo piano dell'esercito polacco; nessun sopravvissuto dei 94 passeggeri;
- 2019 – Per la prima volta viene mostrata la foto di un buco nero.

## Nati
Ci sono circa 1 200 voci su persone nate il 10 aprile; vedi la pagina Nati il 10 aprile per un elenco descrittivo o la categoria Nati il 10 aprile per un indice alfabetico.

## Morti
Ci sono circa 520 voci su persone morte il 10 aprile; vedi la pagina Morti il 10 aprile per un elenco descrittivo o la categoria Morti il 10 aprile per un indice alfabetico.

## Feste e ricorrenze

### Civili
Nazionali:
- Italia - Giornata della prevenzione otorinolaringoiatrica[5]
- Stati Uniti - Festa dei fratelli

### Religiose
Cristianesimo:
- Sant'Antonio Vallesio, martire mercedario
- Sant'Apollonio, martire
- San Beda il Giovane, monaco
- San Fulberto di Chartres, vescovo
- San Macario di Antiochia (o d'Armenia), pellegrino
- Santa Maddalena di Canossa, vergine
- San Mattia Marco, martire mercedario
- San Michele dei Santi (Miguel de los Santos), religioso
- San Palladio di Auxerre, vescovo
- San Terenzio e compagni, martiri di Cartagine
- Beato Antonio Neyrot, sacerdote domenicano, martire
- Beato Bonifacio Zukowski (Bonifacy Piotr), sacerdote e martire
- Beato Marco Fantuzzi da Bologna, religioso

Religione romana antica e moderna:
- Ludi megalesi, settima e ultima giornata: giochi al Circo Massimo